# Ruslan Pashtov

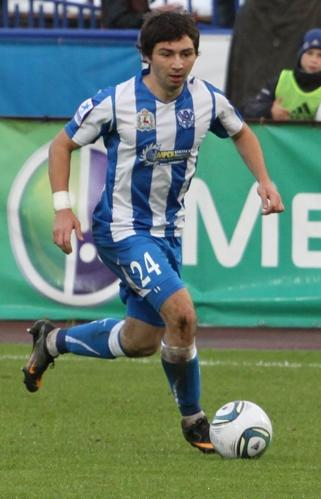
Ruslan Pashtov in Volga

Ruslan Vladimirovich Pashtov (tiếng Nga: Руслан Владимирович Паштов; sinh ngày 28 tháng 11 năm 1992) là một cầu thủ bóng đá người Nga. Anh thi đấu cho F.K. Dynamo Sankt Peterburg và F.K. Dynamo-2 Sankt Peterburg.

## Sự nghiệp câu lạc bộ
Anh ra mắt chuyên nghiệp tại Giải bóng đá ngoại hạng Nga vào ngày 1 tháng 10 năm 2011 cho F.K. Volga Nizhny Novgorod trong trận đấu với F.K. Amkar Perm.